# Verbandsgemeinde Westhofen
La comunità amministrativa di Westhofen (Verbandsgemeinde Westhofen) era una comunità amministrativa della Renania-Palatinato, in Germania.
Faceva parte del circondario di Alzey-Worms.
A partire dal 1º luglio 2014 è stata soppressa, i comuni che ne facevano parte sono confluiti, insieme alla città di Osthofen nella neo-costituita comunità amministrativa Wonnegau.

## Suddivisione
Comprende 10 comuni:
1. Bechtheim
2. Bermersheim
3. Dittelsheim-Heßloch
4. Frettenheim
5. Gundersheim
6. Gundheim
7. Hangen-Weisheim
8. Hochborn
9. Monzernheim
10. Westhofen

Il capoluogo è Westhofen.